# かんさいニュース1番
かんさいニュース1番（かんさいニュースいちばん）は、2003年3月31日から2008年3月28日まで放送されていたNHK大阪放送局のローカルワイドニュース番組。

## 概要

### 2003年度 - 2005年度
2003年3月31日放送開始。大阪局ではこれまで18時台を中心に夕方のニュースを編成していたが、ローカル放送の充実を図る一環として、夕方のニュースをこれまで地域情報番組を公開生放送していた17時台に引き上げて、よりきめ細かいニュースを放送するようになった。なお地域情報番組は16時台に「4時です 上方倶楽部」として2005年3月まで放送。
17時台は主なニュースとスポーツニュースの他、近畿各地の放送局とのリレーニュース「もっともっと関西」や生活情報コーナーを中心とした構成で、終盤にニュースルームからのニュース、交通情報と気象情報と続く。
18時台の前半はニュースと特集、後半は各府県別放送（県域UHF、UHFチャンネル）にあて、各府県に密着した情報を放送。18時台の各府県別放送は、当初18:30スタートだった。2003年9月29日から神戸・京都・大津の各局が18:10スタートに繰り上げ、2004年3月29日からは全地域18:10スタートになった。また18:12から約10分間、関西のニュースを近畿各地の放送局にネットしていたが、2005年3月28日からはこれが廃止され、関西のニュースは各局が個別に放送するようになった（ただし、大相撲・高校野球・国会中継などで17時台の放送がなかったり、重大なニュースが入った場合は、一部の時間帯が大阪発になる事がある）。
大阪局ローカルの内容に関しては、2003年度は18:30からスポーツニュース、企画、ニュースのあと関西の気象情報を伝える内容。ただ、周辺の各府県でも大阪局の電波が広く視聴できる為に、大阪府以外の話題も伝え、2005年度は顕著になった。また飛び乗りや飛び降りといった事がなくなったほか、番組内の各コーナーの進行順や放送曜日が流動的となり、2005年度に入ってからは18時台のオープニングがあったりなかったりと、番組構成が日によって流動的あるいは不規則という特徴があった。
2005年10月3日からは、これまで2時間通してのキャスター制から、17時台・18時台それぞれにキャスターを置く構成にしたほか、17時台はニュースを排して冒頭に日替わりの生活情報を放送するなど、17時台・18時台の棲み分けをより明確にする構成とした。
また前番組の「ニュースかんさい発」や「ニュースパーク関西」では、ある特定の府県を舞台に1週間に渡って中継するシリーズ「（府県名）ウィーク」が行われていたが、これも18時台の府県別放送の充実などにより実施されていない（ただし府県別放送の中で公開キャラバンを行っている例はある）。
なお2003年10月から2004年3月には、これの予告編として「先取りニュース1番」が16:55 - 17:00に放送されたが、2004年4月からは「4時です 上方倶楽部」に吸収される形で廃止された。

### 2006年度・2007年度
2006年3月13日から（編成上は同年4月3日からであるが、大相撲・高校野球の中継の関係で、実際は3月13日から）は、放送時間が18:10開始に縮小し、事実上大阪府域のみの放送となった。また2006年度からは番組ロゴとテーマ曲を一新している。廃止された17時台の後枠には5分間のローカルニュースと新情報番組「もっともっと関西」（17:15 - 18:00）が開始された。

### 備考
- 毎年12月28日の放送（当日が土日に当たる場合は直前の金曜日、過去に初年度の2003年12月26日が該当）は、「かんさいニュース1番」としては休止となり、「○○ かんさいこの一年」（○○の中は西暦年）と題した年末ハイライトを放送。スタジオにゲストを迎えて、各地から歳末の表情の中継を織り交ぜながら、その年の関西のニュースを振り返る。この日は17時と18時の全国ニュースは休止となる。府県域放送については2006年までは地域によって対応が分かれ、18:00からの拡大版になる地域と、18:50からに縮小される地域があった。2007年は全局で18:00からの拡大版となった。司会はメインキャスターが担当するが2007年は女子アナが契約キャスターのため、局アナの廣瀬智美アナが出演。（2003 - 2005年は内藤裕子アナ、2006年は不明）
- 阪神・淡路大震災の発生日である毎年1月17日の放送（初年度の2004年は土曜日のため別編成）は、同じく「かんさいニュース1番」としては休止となり（2007年の放送はテレビ欄やEPG等では「かんさいニュース1番」の扱いであった）、神戸放送局・トアステーションから震災関連のニュースや特集を中心に放送する。府県域放送については18:45からに縮小される（神戸局は2006年までは休止となり、2007年以降は18:45から10分間県域ニュースに差し替え）。
- 2008年1月4日は、府県域放送が全面的に休止され、関西全域で「かんさいニュース1番」が放送された（20:45からの枠も、同様に全域で「関西845」が放送された）。

## 放送時間の変遷
いずれも平日の放送で、祝日は休止、17時台は大相撲・高校野球・国会中継開催時・政見放送は、休止または時間が変更される。
- 2003年3月31日 - 2004年3月26日

17:05 - 18:59（18:30から(2003年9月29日から神戸・京都・大津のみ18:10から)府県別放送）
- 2004年3月29日 - 2006年3月10日

17:10 - 18:59（18:10から府県別放送）
- 2006年3月13日 - 2008年3月28日

18:10 - 18:59（全編府県域放送）

## 主な番組内容（2007年度）
18時台のみの放送になって以降、日替わりコーナーがほぼ全廃し、NHKのローカルワイドニュースとしては比較的シンプルな内容となっている。
- トレンド関西経済（月曜日）…実質月曜日の特集コーナーに当たる。関西経済界の話題や、注目企業のトップインタビューなどを伝える。
- とっておき1番…関西各地の身近な話題を紹介。一応このコーナーが、大阪府のローカル情報という位置づけではあるが（実際シリーズ企画として「なにわの筋と通」がある）、実際には関西各府県の話題を万遍なく放送する。時々このタイトルを使わないことがある。
- おたよりマイビデオ（金曜日）…視聴者から寄せられた投稿ビデオを紹介。

## 出演者
| 期間                               | 期間      | メイン       | メイン   | メイン       | メイン              | スポーツ | 中継                | 気象情報        |
| 期間                               | 期間      | 男性         | 男性     | 女性         | 女性                | スポーツ | 中継                | 気象情報        |
| 期間                               | 期間      | 17時台       | 18時台   | 17時台       | 18時台              | スポーツ | 中継                | 気象情報        |
| ---------------------------------- | --------- | ------------ | -------- | ------------ | ------------------- | -------- | ------------------- | --------------- |
| 2003.3.31                          | 2004.3.26 | 住田功一     | 住田功一 | 内藤裕子1    | 内藤裕子1           | 3        | 山田美鈴 浜野由起子 | 水越祐一1・2・5 |
| 2004.3.29                          | 2005.3.25 | 住田功一     | 住田功一 | 内藤裕子1    | 内藤裕子1           | 青井実   | 山田美鈴 朝山くみ   | 水越祐一1・2・5 |
| 2005.3.28                          | 2005.9.30 | 住田功一     | 住田功一 | 内藤裕子1    | 内藤裕子1           | 青井実   | 朝山くみ 川崎純子   | 水越祐一1・2・5 |
| 2005.10.3                          | 2006.3.10 | 青井実       | 住田功一 | 内藤裕子     | 朝山くみ            | 3        | 川崎純子            | 水越祐一1・2・5 |
| 2006.3.13                          | 2008.3.28 | （放送なし） | 住田功一 | （放送なし） | 石垣真帆4 高橋優子4 | 3        | 4                   | 水越祐一1・2・5 |
| - 5 『ニューステラス関西』も続投。 |           |              |          |              |                     |          |                     |                 |

### その他の出演者
スポーツキャスター
以下の大阪局のスポーツ担当アナウンサーが、原則週単位で担当。
- 秋山浩志 (あきやま・ひろし)
- 大坂敏久 (おおさか・としひさ)
- 竹林宏 (たけばやし・ひろし)
- 野地俊二 (のじ・しゅんじ)
- 早瀬雄一 (はやせ・ゆういち)
- 廣瀬智美 (ひろせ・ともみ)
- 松野靖彦 (まつの・やすひこ)
- 和田政宗 (わだ・まさむね)
- 冨坂和男 (とみさか・かずお)（ - 2007.6）

プロ野球解説
- 梨田昌孝現日本ハムファイターズ監督（原則として毎週金曜日の出演）